# Josefshaus (Laas)

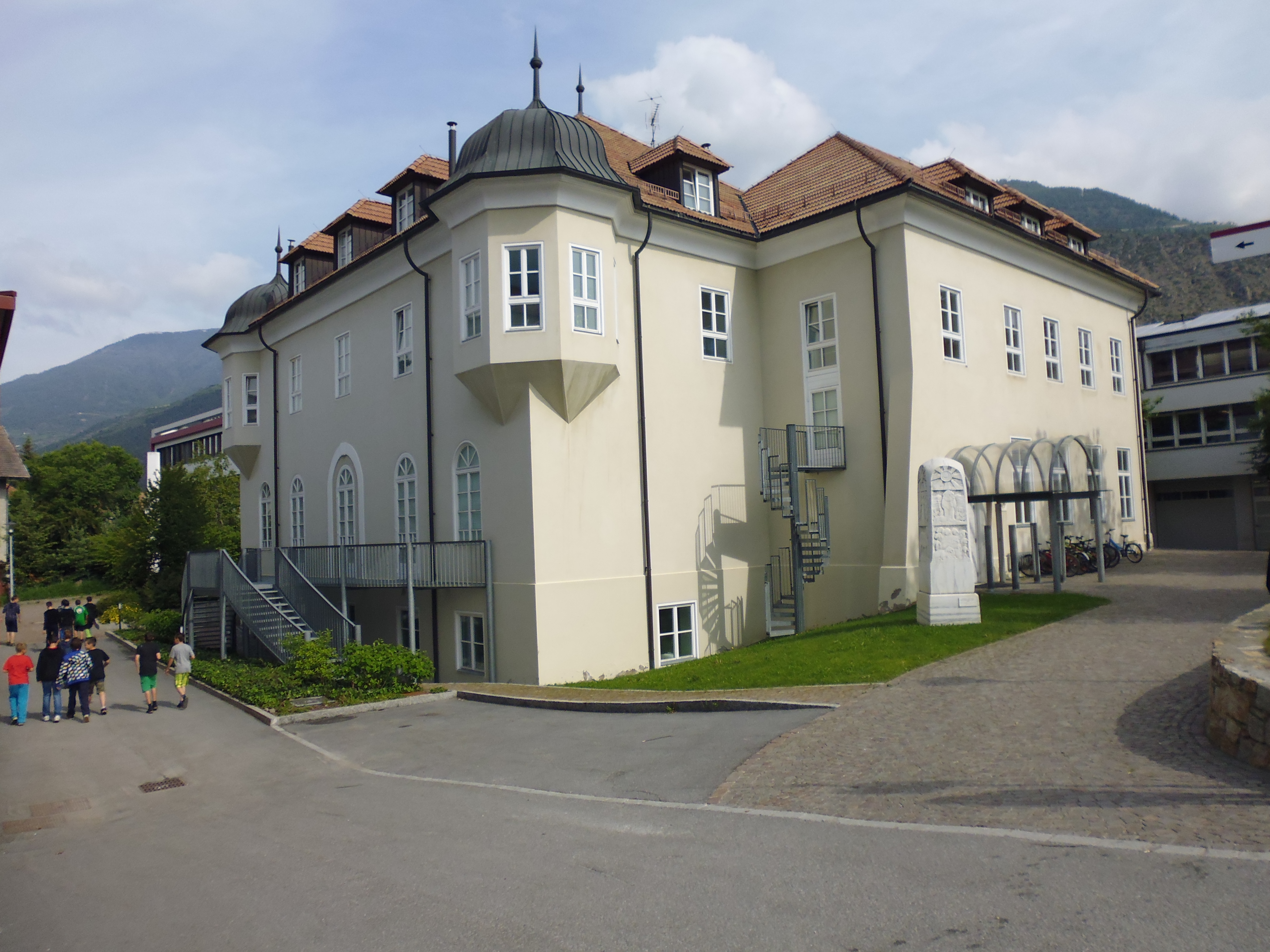
Josefshaus

Das Josefshaus (zeitweilig auch „Judentempel“ oder „Neubau“ genannt) liegt an der Feliusstraße in  der Gemeinde Laas im Vinschgau in Südtirol. 
Es handelt sich hier um das größte Gebäude im Dorf, das in den Jahren 1907 bis 1909 durch Pfarrer Malpaga  im Jugendstil als Kinderbewahranstalt und Arbeiterheim auf dem Grundstück „Toracker“ des „Lippn Martl“ erbaut wurde. Am Eingang befindet sich ein Marmorrelief das Maria mit dem Christkind über einer marmorgerahmten Spitzbogentür zeigt. An der Südseite finden sich zwei polygonale Eckerker, das  Erdgeschoss hat mehrere Rundbogenfenster.
Das Geld für den Bau stammte aus einer 1901 eingerichteten Stiftung der Schwestern des Meraner Kurarztes Dr. Franz Tappeiner. 
Pfarrer Malpaga richtete dann in dem Gebäude Versammlungsräume für die von ihm gegründeten Vereine Jugendhort, Jungfrauenkongregation, Gemüsebauverein und Alpenverein ein. Zwischen 1910 und 1920 wurde das Obergeschoss zu Wohnräumen ausgebaut. Zentral gelegen befand sich der Theatersaal, in dem die Tradition des Theatervereins Laas begann. Der Saal wurde von 1951 bis 1960 als Kino genutzt. Die Kinderbewahranstalt (Kindergarten) wurde bis 1929 vom deutschsprachigen Orden der Barmherzigen Schwestern geführt und war dann bis 1955 geschlossen. In diesem Jahr wurde er wieder eröffnet, verblieb bis 1959/60 im Josefshaus und zog dann in die benachbarte, neu erbaute Volksschule um. Neben der öffentlichen Nutzung waren etliche Privatpersonen und Familien – italienische wie deutsche – hier untergebracht.  
Im Jahre 1977 wurde das Bauwerk von der Gemeinde Laas erworben, um es für die Erweiterung des Schulhofes der benachbarten Mittelschule abzubrechen. Dieser Plan scheiterte jedoch am Widerstand einer Gruppe von Laaser Bürgern, die letztendlich erreichten, dass das Haus unter Denkmalschutz gestellt wurde. 
Die Gemeinde entschloss sich dann zu einer Renovierung, deren Leitung 1986 dem Architekten Dr. Walter Dietl übertragen wurde. Die Arbeiten waren 1989 beendet.
Heute stellt das Josefshaus (so der offizielle Name) den Mittelpunkt des kulturellen Dorflebens dar. Darin befinden sich der (erweiterte) Gemeindesaal, das Jugendzentrum und eine Werkstätte der Steinmetzschule. Im Obergeschoss wurden vier Wohnungen eingerichtet.